# Акуара
Акуа̀ра (на италиански: Aquara) е село и община в Южна Италия, провинция Салерно, регион Кампания. Разположено е на 500 m надморска височина. Населението на общината е 1550 души (към 2011 г.).